# Comarque d'Oriente
La comarque d'Oriente est l'une des huit comarques fonctionnelles ou aires de planification territoriale qui devraient voir le jour après l'accès au statut d'autonomie des Asturies. 
Son chef-lieu est Llanes.

## Liste des communes
Elle comprend les communes (entre parenthèses, le nom en asturien) de :
- Llanes ;
- Ribadedeva (Ribedeva) ;
- Peñamellera Baja (Peñamellera Baxa) ;
- Peñamellera Alta ;
- Cabrales ;
- Onís ;
- Cangas de Onís (Cangues d'Onis) ;
- Ribadesella (Ribesella) ;
- Amieva ;
- Parres ;
- Caravia ;
- Colunga ;
- Piloña ;
- Ponga.